# Charlotte Szlovak
Charlotte Szlovak (Uchda, protectorado francés de Marruecos, 1947) es una cineasta francesa nacida en el protectorado francés de Marruecos.

## Biografía
Szlovak nació en 1947. Su familia emigró de Hungría a Uchda antes de la Segunda Guerra Mundial.

## Trayectoria
Szlovak comenzó su carrera cinematográfica como directora de fotografía de la película experimental Je, tu, il, elle de Chantal Akerman de 1974. Desde entonces ha escrito y dirigido documentales independientes.
Muchos de los trabajos de Szlovak se centran en aspectos de su pasado y abordan cuestiones más importantes a través de la lente de sus experiencias personales. Su documental de 2003, ¿Recuerdas a Laurie Zimmer?, es un examen de la nostalgia y la pérdida que se manifiesta en la búsqueda de Szlovak para encontrar a su amiga perdida, la actriz estadounidense Laurie Zimmer.
Algunos de sus filmes tratan las interconexiones entre las comunidades judía y musulmana en Marruecos. Entre ellos se encuentran Docteur Imre Szlovak, una película de 1995 sobre el padre húngaro de Szlovak y su vida como inmigrante judío en Marruecos, y Retour à Oujda, una película de 1987 en la que explora los estrechos vínculos entre judíos y musulmanes en Uchda, la ciudad donde creció.